# Castell d'El Toro
El castell d'El Toro (Alt Palància, País Valencià) se situa en la part superior del nucli urbà de la població, en el paratge denominat El Cerrito (1.040 m).
Presumiblement les primeres muralles que envolten la fortalesa -a força de pedra menuda- es van realitzar en defensa de les invasions bàrbares, ampliant-se i reformant-se successivament a l'Edat Mitjana.
Situat entre dues regions històriques, des de la seva posició defensiva dominava estratègicament gran part de l'altiplà en una comarca definida com a entrada i pas de tropes. Va cobrar importància durant els conflictes bèl·lics generats entre Pere IV d'Aragó i Pere de Xèrica, besnet de Jaume I, cap als anys 1336-37.
La classificació del castell correspon al tipus montà de planta irregular amb església dintre del seu recinte. En l'interior de la fortalesa s'aprecia la torre Major o de l'Homenatge des d'on onejava l'estendard. Actualment es poden contemplar dos cantons reforçats de carreu que arriben a uns dos cossos d'alçada.